# Eudorylas duckei
Eudorylas duckei är en tvåvingeart som beskrevs av José Albertino Rafael 1995. Eudorylas duckei ingår i släktet Eudorylas och familjen ögonflugor. Inga underarter finns listade i Catalogue of Life.